# Jar-sale
Jar-sale (rusky Яр-Сале) je osada v Jamalo-něneckém autonomním okruhu v Rusku, správní centrum Jamalského okresu. Leží na řece Jumbě, 189 km východně od Salechardu, nedaleko od Obského zálivu. V roce 2018 zde žilo 7 441 obyvatel.

## Etymologie
Na mapě poloostrova Jamal jsou často osady, které mají ve svém názvu slovo sale - mys. Salechard - Město na mysu, Marresale - Město na mělčině, Salemal - Mys země. Jara znamená v něnečtině suché, písečné místo. Tudíž Jar-sale znamená Suchý mys.

## Historie
Po několik staletí táhli přes místo, kde později byla založena osada, kočovní Něnci se svými stády sobů. Na suchém vysokém mysu bylo vhodné místo pro rozložení čumů a na okolních bažinách, porostlých lišejníkem, byla pastva pro soby. V okolí mysu byl zakrslý březový porost, pouze na pahorku uprostřed tundry rostly tři modříny, které byly Něnci pokládány za posvátné. Bylo je vidět zdaleka a domorodci jim přinášeli oběti.
V roce 1927 byla založena osada, která se skládala ze dvou domů, několika čumů, školy a nemocnice. Od počátku se začalo s budováním elektrárny a radiostanice. V osadě byl založen skleník a na jaře 1928 zde byla sklizena první úroda okurek na celém Jamale. V roce 1932 se osada stala centrem Jamalského okresu, který byl založen 10. prosince 1930.
Pro osadu byl důležitý rok 1935, kdy se na arktickém ruském severu začalo mluvit o konci kočování a trvalém usazování. Tundrou znělo heslo z čumu do domu. Vláda poskytovala velké úvěry na výstavbu stálých příbytků. V osadě byl založen kolchoz Charp, což znamená Polární záře. V říjnu 1935 byla v Jar-sale spuštěna první místní elektrárna.
V 70. letech 20. století začaly v okolí Jar-sale geologické expedice, které hledaly nerosty a suroviny. Byly objeveny zásoby zemního plynu a se začátkem těžby přišel nový rozvoj města, budování silnic a zařízení.
Dne 2. října 1989 nuceně přistál v tundře nedaleko Jar-sale letoun Antonov AN-2T společnosti Aeroflot, který si při dosedu zničil podvozek, vrtule a křídla.
Po rozpadu SSSR se do oblasti začali vracet potomci kozáků.
V roce 2011 se v Jar-sale začalo s výstavbou Centra národních kultur, které bylo dokončeno v únoru 2022. V budově může být až 500 návštěvníků, je zde 3D kino, koncertní sál, muzeum, dvě knihovny a hudební škola.

## Doprava
Jar-sale se nachází za polárním kruhem, v zóně subarktické tundry, je izolované od všech silnic a železničních tratí. Hlavním dopravním spojením s regionálním centrem (Salechardem) tak je helikoptérová doprava. Helikoptéry přepravní společnosti ATK Yamal zajišťují přepravu osob od pondělí do soboty.
V letní sezoně se přeprava zboží a osob provádí po vodě. Na lince Salechard - Aksarka - Salemal - Panajevsk - Jar-sale - Kutopjugan - Nyda - Novyj Port - Antipajut a zpět je lodní doprava zajišťována vysokorychlostními osobními loděmi A-145.
V zimní sezoně funguje po zamrzlém ledu pozemní přeprava - tzv. zimní silnice Aksarka - Salemal - Panajevsk - Jar-sale v délce asi 225 km.

## Hospodářství
V obci sídlí podnik Jamalský sob, který se zabývá zpracováním zvěřiny a výrobky se prodávají nejen v Rusku, ale vyváží se i do Německa a Finska.
V posledních desetiletích rostl Jar-sale v souvislosti s rozvojem nalezišť zemního plynu v okolí obce.